# 新生 (1915年電影)
《新生》（英語：Regeneration）是一部1915年美國無聲傳記犯罪電影，由魯爾·窩路殊執導及共同編劇。這是窩路殊的第一部執導的長篇電影，主演是Rockliffe Fellowes和安娜·Q·佩雷利，本片是由卡爾·哈博和窩路殊根據歐文·弗勞利·基爾達爾的回憶錄《My Mamie Rose》，以及基爾達爾和沃爾特·C·哈克特的改編舞台劇而成的改編電影。
本片被引述為第一部長篇黑幫電影的其中之一。《新生》講述一名貧窮的孤兒長大後掌控犯罪團夥，直至他遇到一名令他想改變的女人。

## 概要
故事講述Owen（Rockliffe Fellowes 飾演）的生活，Owen是一個年輕的愛爾蘭裔美國男孩，他的母親死後被迫陷入貧困。結果，Owen被迫住在街上，最終變成了犯罪生活。Owen最終被和藹的Marie Deering（安娜·Q·佩雷利 飾演）改邪歸正。還有加入了一場遊覽渡輪上的大火，與1904年的斯洛昆將軍號災難很相似。

## 演員

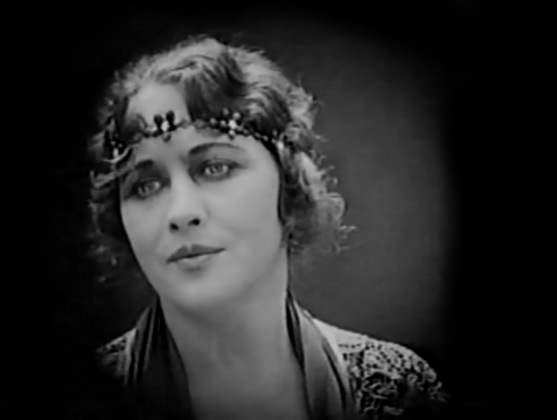
安娜·Q·佩雷利

- Rockliffe Fellowes 飾演 Owen Conway
- 詹姆斯·A·馬庫斯（英语：James Marcus (American actor)） 飾演 Jim Conway
- 安娜·Q·佩雷利（英语：Anna Q. Nilsson） 飾演 Marie 'Mamie Rose' Deering
- Maggie Weston 飾演 Maggie Conway
- Willam Sheer 飾演 Skinny
- 卡爾·哈博（英语：Carl Harbaugh） 飾演 District Attorney Ames
- John McCann 飾演 Owen Conway（10歲）
- 哈里·麥考伊（英语：Harry McCoy） 飾演 Owen Conway（17歲）

## 製作
以紐約市為背景，《新生》在紐約市的下東城拍攝，並用真正的妓女、黑幫和無家可歸的人作臨時演員。它是第一部由二十世紀福斯的先驅福斯電影公司所製作的。

## 發行
這部電影最初於1915年9月13日上映，備受好評及賣座。它在1919年1月12日被重映。

## 家庭媒體
2001年，Image Entertainment發售《新生》區域碼1的DVD，連同1915年電影《Young Romance》。本片目前是處於公有領域。

## 外部連結
- 互联网电影数据库（IMDb）上《Regeneration》的资料（英文）
- AllMovie上《synopsis》的资料（英文）
- glass slide for the 1919 rerelease version （页面存档备份，存于）